# Paston (Norfolk)
Paston é uma vila e freguesia no distrito de North Norfolk em Norfolk, Inglaterra, cerca de 19,8 milhas (31,9 km) de Norwich.

## Igreja
A igreja de Paston, denominada " Santa Margaret".

## História
No Domesday Book, Roughton foi chamada Pastuna 

## Moinhos de Paston
Este núcleo baseia-se num moinho de vento tradicional, situado no topo de uma elevação junto à localidade de Paston ; o objectivo é demonstrar, aos visitantes, todo o processo artesanal de moagem de cereais, explicado por um moleiro. Além destas actividades, este local oferece uma vista panorâmica sobre a vila de Paston e a Mundesley.

## Transporte
A via principal é a B1159, que vai de Cromer até       Caister-on-Sea.

## Gallery

Paston
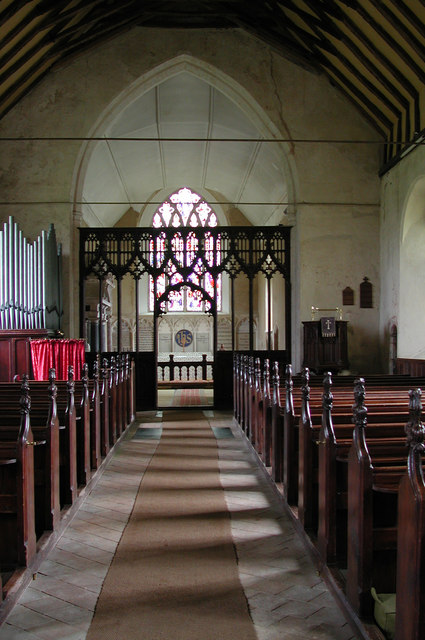
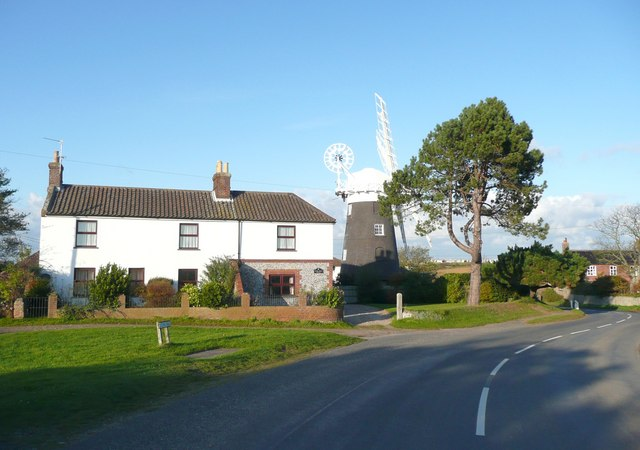
Moinhos de Paston
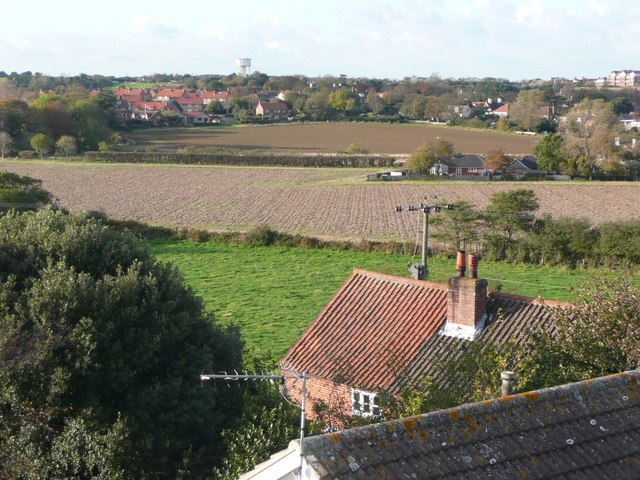
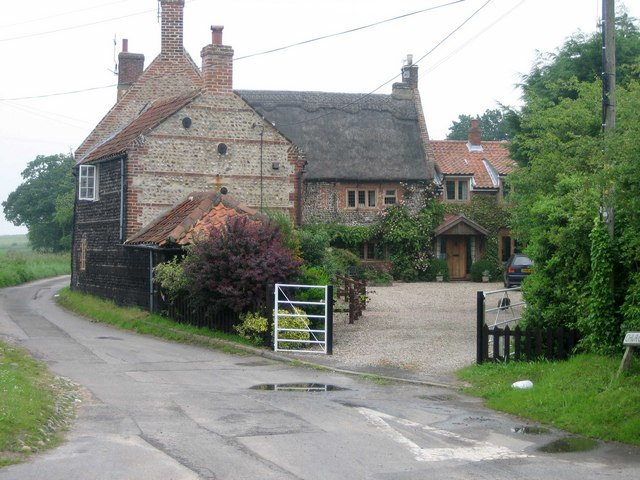